# Sisters of Saint Joseph
Unter der Bezeichnung Sisters of Saint Joseph existieren mehrere katholische Frauenorden, die alle letztlich auf eine Gründung des Jesuitenpaters Jean-Pierre Médaille in Le Puy, Frankreich, zurückgehen.

## Die Ordensfamilie
Insgesamt zählen die nach dem hl. Josef benannten Ordens weltweit rund 14.000 Mitglieder, davon 7.000 in den Vereinigten Staaten und etwa 2.000 in Frankreich.
Im Januar 2006 schlossen sich sieben dieser selbständigen Kongregationen in den USA zu einer Kongregation von St. Joseph zusammen. Damit hat diese Kongregation insgesamt nun etwa 890 Mitglieder. Diese sieben Kongregationen sind:
- Sisters of St. Joseph of Nazareth, MI
- Sisters of St. Joseph of Cleveland, OH
- Sisters of St. Joseph of LaGrange, IL
- Sisters of St. Joseph of Medaille (in Louisiana, Ohio und Minnesota)
- Sisters of St. Joseph of Tipton, IN
- Sisters of St. Joseph of Wichita, KS
- Sisters of St. Joseph of Wheeling, WV

Diese Kongregation wiederum gehört mit den folgenden selbständigen Kongregationen zur Federation of Sisters of Saint Joseph, einem losen Zusammenschluss der nordamerikanischen Kongregationen:
- Sisters of St. Joseph of Carondelet mit Niederlassungen in St. Louis (MI), Los Angeles (CA), St. Paul (Minnesota), Albany (NY) und Hawaii
- Sisters of Saint Joseph, Orange (CA)
- Sisters of Saint Joseph of Chambery in Connecticut
- Sisters of Saint Joseph, St. Augustin (FL)
- Sisters of Saint Joseph, Concordia (Kansas)
- Sisters of Saint Joseph of Lyons in Winslow (ME)
- Sisters of Saint Joseph, Boston
- Sisters of Saint Joseph, Springfield
- Sisters of Saint Joseph, Brentwood (NY)
- Sisters of Saint Joseph, Buffalo (NY)
- Sisters of Saint Joseph, Rochester (NY)
- Sisters of Saint Joseph, Watertown (NY)
- Sisters of Saint Joseph, Baden (PA)
- Sisters of Saint Joseph, Erie (PA)
- Sisters of Saint Joseph, Philadelphia (PA)
- Die ebenfalls zu dieser Federation gehörende Federation of Sisters of Saint Joseph of Canada besteht aus den selbständigen Kongregationen in Toronto, Hamilton, London, Peterborough, Pembroke und Sault Ste. Marie.

## Beispiele für die verschiedenen Kongregationen der Föderation
- Sisters of Saint Joseph of Philadelphia
eine Gemeinschaft, welche 1847 in Philadelphia (USA) begründet wurde und deren Mitglieder in der Krankenpflege und im Schuldienst tätig sind.

- Sisters of Saint Joseph of La Grange
eine Gemeinschaft in den USA, welche 1899 von 6 Schwestern begründet wurde. Ihre Wurzeln in Frankreich habend, sind sie bis heute in der Krankenpflege, der Schule und anderen sozialen Berufen tätig.

- Sisters of Saint Joseph of Rochester
eine Gemeinschaft mit über 350 Mitgliedern, deren Mutterhaus in Rochester bei New York (USA) liegt. Sie sind vor allem in der Krankenpflege tätig.

- Sisters of Saint Joseph of Carondelet
eine Gemeinschaft, die 1650 von Jean Pierre Medaille SJ in Frankreich gegründet wurde. Als katholische Ordensschwestern sind ihre Mitglieder hauptsächlich in der Krankenpflege, Schule und Kinderheimen tätig. Außer in den USA ist die Gemeinschaft in Uganda, in Chile, in Japan und in Peru tätig.[1][2]

- Sisters of Saint Joseph the Worker
eine Gemeinschaft, deren Mutterhaus sich in Walton (Kentucky) befindet. Die Schwestern sind in der Krankenpflege und der Erziehung tätig.